# Alessandro Bichi
Alessandro Bichi (* 30. September 1596 in Siena; † 25. Mai 1657 in Rom) war ein italienischer Bischof, Kardinal und Nuntius in Frankreich.

## Leben

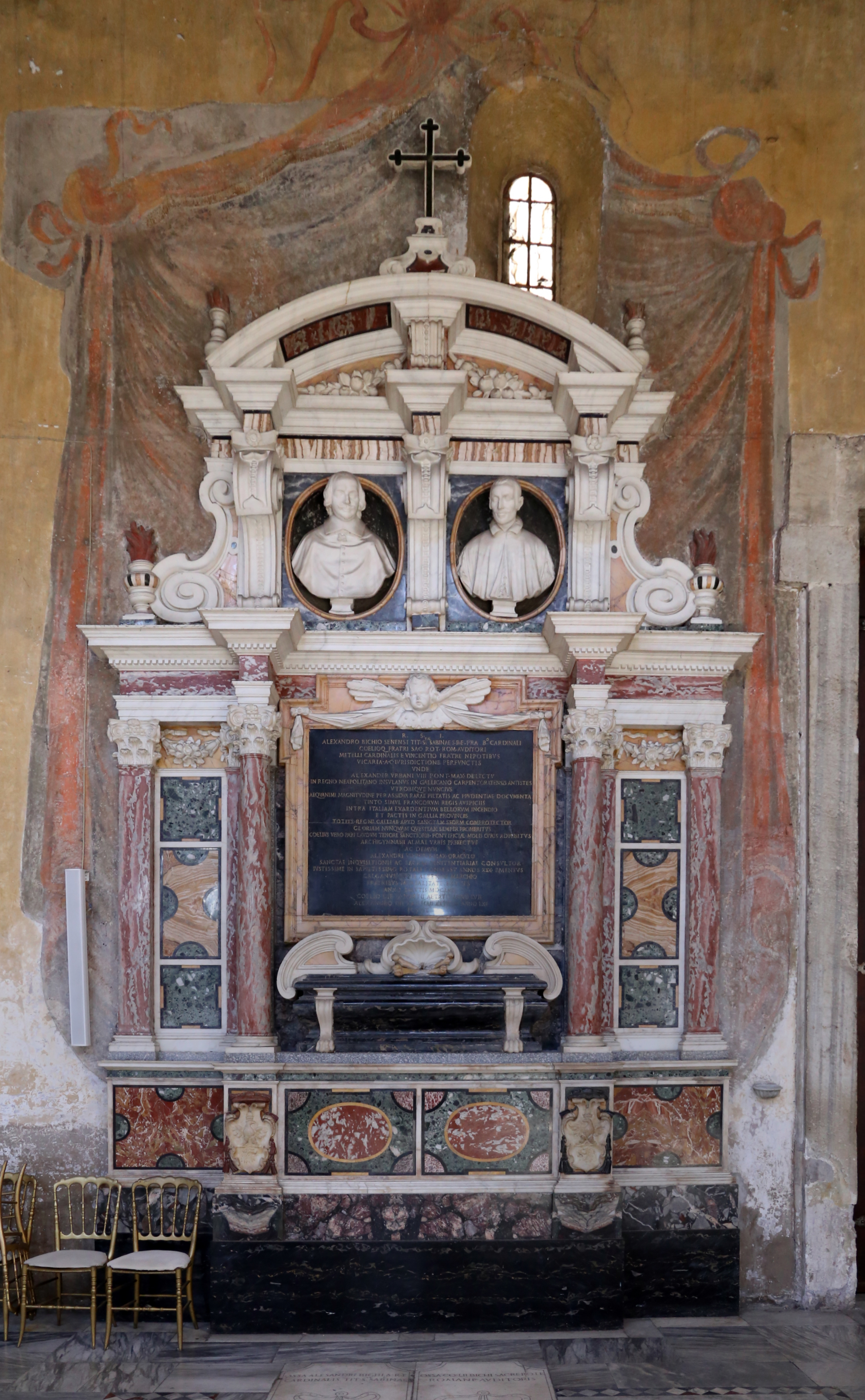
Kardinal Bichis Grabmal (Kirche Santa Sabina, Rom)

Bichi wurde 1596 in Siena als Sohn von Vincenzo Bichi und Neffe von Kardinal Metello Bichi geboren. Schon in jungen Jahren wurde er während des Pontifikats von Papst Urban VIII. Auditor der Apostolischen Kammer und dann zum Referendar der Apostolischen Signatur ernannt.
Am 5. Mai 1628 wurde Alessandro Bichi zum Bischof von Isola erwählt und wurde sogleich als päpstlicher Nuntius nach Neapel entsandt. 1630 wurde er Nuntius in Frankreich und am 9. September 1630 zum Bischof von Carpentras ernannt.
1633 wurde er zum Kardinal erhoben und zum Kardinalpriester von Santa Sabina ernannt. Im Jahr 1644 starb Papst Urban VIII. und das Kardinalskollegium kam im Konklave zusammen, um einen neuen Papst zu wählen. Als Nuntius in Frankreich stellte sich Bichi auf die Seite der Kardinäle der französischen Delegation unter der Leitung von Antonio Barberini. Das Konklave wählte Giovanni Battista Pamphilj zum neuen Papst, der den Namen Innozenz X. annahm.
Bichi nahm am Konklave von 1655 teil, in dem Papst Alexander VII. gewählt wurde. Bichi, der sich bereits mit Innozenz mächtiger Schwägerin Olimpia Maidalchini zerstritten hatte, soll ausgerufen haben: „Wir werden einen weiblichen Papst wählen“.
Er starb am 25. Mai 1657 in Rom und wurde in seiner Titelkirche Santa Sabina beigesetzt.

## Wirken

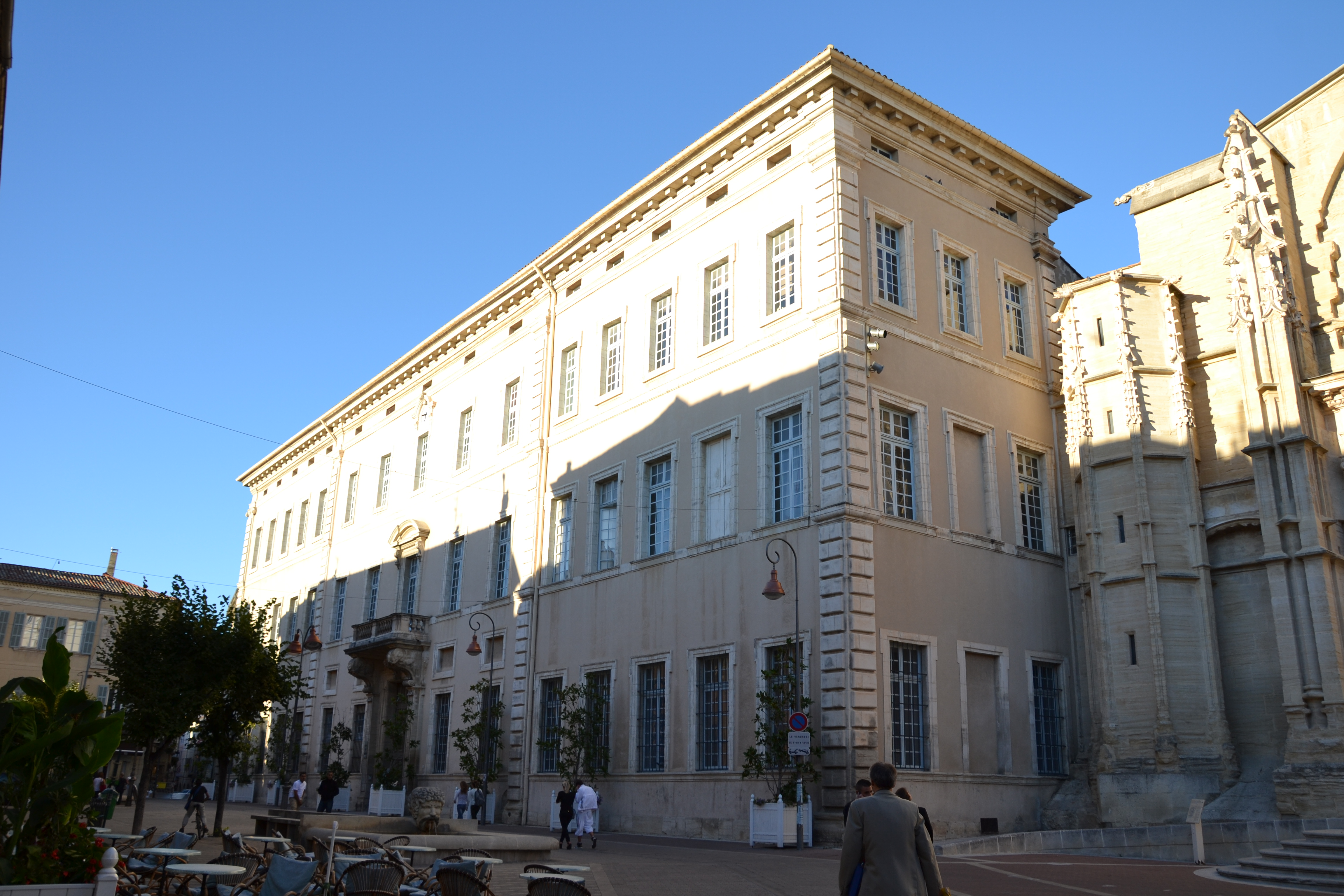
Palast in Carpentras, erbaut von Alessandro Bichi

1640 ließ Alessandro Bichi von dem Avignoner Architekten François Royers de la Valfenière den neuen Bischofspalast von Carpentras errichten, der 1801 zum Gerichtsgebäude der Stadt wurde.